# 中山一生
中山 一生（なかやま かずお、1962年（昭和37年）11月13日 - ）は、日本の政治家。茨城県議会議員（2期）。元茨城県龍ケ崎市長（3期）。
祖父は衆議院議員を務めた中山栄一。父は防衛庁長官を務めた中山利生。

## 来歴
茨城県龍ケ崎市生まれ。龍ケ崎市立龍ケ崎小学校、龍ケ崎市立愛宕中学校、茨城県立竜ヶ崎第一高等学校、日本大学法学部法律学科卒業。
大学卒業後は、父・中山利生の政策担当秘書を務めた。
1991年、中山利生が宮澤内閣で防衛庁長官に任命された際には、秘書官を務めた。
2005年、第44回衆議院議員総選挙に茨城県第3区から無所属で出馬したが、自民党の葉梨康弘、民主党の小泉俊明の後塵を拝し、得票数3位で落選した。
2006年、茨城県議会議員選挙に出馬し、当選した。
2009年11月、茨城県議会議員を任期途中で辞職し、同年12月20日に行われた龍ケ崎市長選挙に立候補。元市職員の油原信義、元市議の大野誠一郎を破り初当選した。
2013年12月、自民党・公明党の推薦を受けて市長選に立候補し、無投票で再選した。
2017年12月、自民党・公明党の推薦を受けて市長選に立候補し、元市議の藤木妙子を破って、3回目の当選を果たした。
2021年12月19日投開票の市長選挙で4選を目指すも元茨城県議会議員の萩原勇に敗れ落選した。
2022年、茨城県議会議員選挙に出馬し、2回目の当選を果たした。

## 市政

### 特別職の育児休暇
育児休暇の取得率向上を目指し、特別職（市長及び副市長）が育児休暇を取得できるよう、条例案を提出した。2010年9月24日の龍ケ崎市議会定例会で可決された。首長の育児休暇が認められたのは、東京都文京区に次いで全国で2例目である。

### 官製談合事件
2021年3月3日、副市長の川村光男と、市社会福祉協議会理事の川北恵一郎が官製談合防止法違反容疑で逮捕された。逮捕容疑によれば、2020年12月に入札が行われた市立中学校の施設改修工事など、計6件の市が発注した工事について川村が秘密事項である入札参加業者名を、入札前に部下の市職員を通じて川北に漏らしたとされている。川北は中山利生の支援者の一人で、集票活動などで重用されていた。中山利生が2004年に死去すると、川北は中山一生の選挙参謀となった。
2021年3月24日、東京地検特捜部は川村と川北の共謀者として、契約検査課長のSを在宅起訴し、市長公室参事のOを略式起訴（罰金50万円）した。同年4月14日、契約検査課長補佐のIが自宅で自殺。翌週の4月23日に生活支援課長補佐のMが自宅で自殺。その翌週の4月30日に人事課長のSが自宅で自殺した。
同年5月6日、中山は「職員の訃報について」と題する文書を職員に配布した。「決してひとりで悩まずに、話せる人に相談してください。周囲の人が異変に気づいたら、相談するように助言してください」と呼びかけ、6月1日に自身の給料の30％を減らす方針を明らかにした。期間は7月1日から任期満了日の2022年1月17日まで。
2021年6月28日、東京地裁は川北に対し官製談合防止法違反の罪で懲役1年6月、執行猶予4年を言い渡した。2022年3月10日には川村に対しても懲役1年6月、執行猶予4年を言い渡した。